# Іван Странскі
Іван Ніколов Странскі (болг. Иван Николов Странски; нар. 2 січня 1897 — пом. 19 червня 1979) — болгарський фізикохімик, основоположник болгарської школи фізикохімії, який вважається «батьком» вирощування кристалів.

## Життєпис
Народився в Софії в родині Ніколи Странскі, придворного аптекаря, і Марії Странскі-Корн, прибалтійської німкені. З калоферського роду Странскі: дід — революціонер і політик Георгій Странскі; двоюрідний брат — ґрунтознавець Іван Тодоров Странски. З дитинства страждав від кісткового туберкульозу, який на той час був невиліковним захворюванням.
Іван Странскі закінчив Першу чоловічу софійську гімназію. Спочатку хотів вивчати медицину, щоб знайти ліки від своєї недуги, однак, провчившись один рік у Відні, розчарувався у своєму виборі. У 1922 році закінчив факультет хімії Софійського університету, в Берліні під керівництвом Пауля Гюнтера захистив докторську дисертацію на тему рентгенівської спектроскопії. У 1925 році обраний доцентом кафедри фізичної хімії фізико-математичного факультету Софійського університету та став першим викладачем фізичної хімії в Болгарії. У 1929 році став ассоціюючим професором, в 1937 році — почесним професором. Читав лекції з фізичної хімії, залучав до роботи таких людей, як Ростислав Каїшев і Любомир Кристанов, з якими здійснював великі дослідження.
У 1930 році завдяки стипендії фонду Рокфеллера Іван Странскі влаштувався на роботу до Берлінського технічного університету, працюючи спільно з Максом Фольмером і Каїшевим. У 1935—1936 роках Каїшев опублікував фундаментальні праці з теорії середніх відділлювальних робіт, а Странскі з Кристановим запропонував принцип вирощування кристалів на підставі іншого кристала. У його роботах було виведено механізм зростання Странскі — Кристанова. У 1935—1936 роках Іван Странскі працював у Радянському Союзі, він очолював кафедру Уральського інституту фізики та механіки в Свердловську.
За пропозицією Вальтера Косселя переїхав до польського Бреслау. Під час дрпугої світової війни займався прикладними розробками (наприклад, запобігання обмерзання німецьких літаків). Повернувся до Берліну наприкінці війни, де працював в інституті фізичної та електричної хімії імені Кайзера Вільгельма. Після арешту Фольмера і його вивезення до СРСР Іван Странскі очолив кафедру фізичної хімії Берлінського технічного університету в Західному Берліні, відновивши заняття в 1945 році. Потім працював деканом факультету загальних та інженерних наук в 1948—1949 роках, а також заступником ректора. У 1953 році очолив інститут Фріца Габера, директорами якого в минулому були Макс фон Лауе й Альберт Ейнштейн.
В 1944 році після приходу до влади Вітчизняного фронту Івана Странскі звільнили з кафедри в Софійському університеті, звинувативши у співпраці з гітлерівцями. Однак стараннями його учнів у 1960-ті роки Странскі був обраний іноземним членом Болгарської академії наук, а в 1967 році вперше після війни приїхав на Батьківщину.
Помер Івана Странскі у 1979 році, похований у Берліні.
Член Геттингенської академії наук (1939), Баварської академії наук (1959), Нью-Йоркської академії наук і Шведської академії наук. Почесний сенатор Берлінського технічного університету Західного Берліна (1962). Ім'я Странскі присвоєно Інституту фізики і хімії Берлінського технічного університету та Інституту металургії в Оберхаузені. Двічі кавалер ордена Кирила і Мефодія, лауреат багатьох міжнародних нагород і премій.

## Наукові роботи
Разом з Косселем Странскі заснував молекулярно-кінетичну теорію формування і росту кристалів, першим увів поняття «положення полукристалла». Разом з Ростиславом Каієшвим встановив зв'язок між форматом, структурою і силою міжмолекулярної взаємодії в кристалах на базі молекулярного трактування. Розробив метод середніх відділювальних робіт — молекулярно-кінетичний метод, який зіграв важливу роль у розвитку теорії зародження і росту кристалів. Автор моделі Каїшева — Странскі пошарового росту кристалів, пояснив зв'язок між двовимірним зародкоутворенням й спіральним зростанням кристалів. З Любомиром Кристановим учений вивів механізм росту кристала одного на іншому. У Берліні робота в різних сферах фізичної хімії, переважно теоретичних розробках з практичним додатком: триболюмінісценція, плавлення, разложення уротропіну, електронна емісія кристальних поверхонь (передумова до створення автоемісійного мікроскопа — FEM). Серйозний додаток отримали роботи в галузі металургії, які підвищили ефективності видобутку руди в Західній Німеччині.